# Storckiella

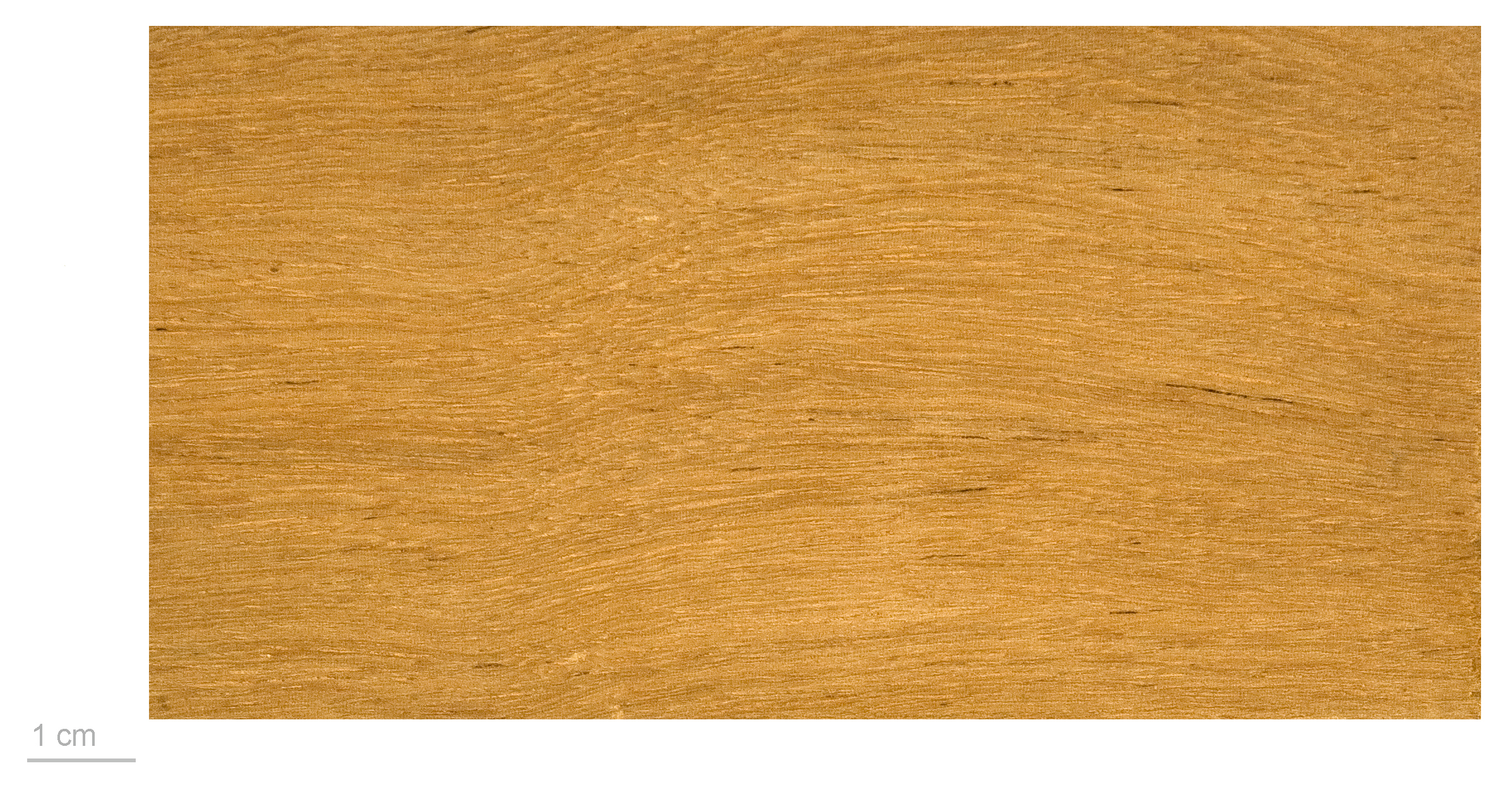
Storckiella pancheri

Storckiella es un género de plantas con flores  perteneciente a la familia Fabaceae. Comprende 6 especies descritas y de estas, solo 2 aceptadas.

## Taxonomía
El género fue descrito por Berthold Carl Seemann y publicado en Bonplandia 9: 363. 1861.

## Especies aceptadas
A continuación se brinda un listado de las especies del género Storckiella aceptadas hasta febrero de 2015, ordenadas alfabéticamente. Para cada una se indica el nombre binomial seguido del autor, abreviado según las convenciones y usos.	
- Storckiella australiensis J.H.Ross & B.Hyland
- Storckiella vitiensis